# Hartoft
Hartoft est une paroisse civile du Yorkshire du Nord, en Angleterre.